# 熱梅林齊
49°58′17″N 26°24′50″E / 49.97139°N 26.41389°E
熱梅林齊（羅馬化：Zhemelyntsi）是烏克蘭西部的村莊，隸屬赫梅利尼茨基州的舍佩蒂夫卡區。該村處於波爾特瓦河畔，面積0.21平方公里，海拔高度253米，2001年人口691。